# Тётя Мотя
«Тётя Мо́тя» — второй роман русской писательницы Майи Кучерской, вышедший в 2012 году. Героиня романа — москвичка Марина, испытывающая разочарование в семейной жизни. По словам автора, предметом исследования в её романе стал «институт семьи»: «Мне захотелось понять, что происходит в этом институте».
Впервые журнальный вариант опубликован летом в журнале «Знамя» (2012, № 7—8). Полностью книга вышла осенью того же года в издательстве «Астрель»; в оформлении обложки была использована картина Модильяни «Женщина в коричневом платье». Роман был хорошо принят критикой и завоевал ряд литературных наград.

## Сюжет
Действие начинается в сентябре 2004 года. Марине, известной близким также под домашним прозвищем «Мотя», тридцать два года, она филолог по образованию и первые годы после окончания МГУ работала учительницей в школе. Сейчас она — корректор в еженедельной газете. Уже шесть лет она замужем за Колей, парнем из простой семьи, специалистом по компьютерному «железу». У них пятилетний сын Артём («Тёплый»). Замужество тяготит Марину, взаимопонимание с мужем давно утрачено, и семейная жизнь продолжается только по инерции.
На работе Марина знакомится с Михаилом Ланиным — пятидесятилетним журналистом, знаменитостью, который пишет колонки о путешествиях в их газете и ведёт популярную передачу на телевидении. Ланин предлагает Марине в качестве редактора принять участие в проекте газеты, посвящённом семейной истории, и даёт ей почитать материал, пришедший от провинциального учителя истории Голубева из города Калинова. Голубев, создавший при школе краеведческий музей, увлекательно описывает жизнь своего прадеда-священника и его детей, судьба которых в годы революции и гражданской войны оказалась трагической. Марина полностью погружается в мир этой семьи, находя в нём утешение от своей депрессии и вступая в переписку с Голубевым.
Тем временем, взаимная симпатия Марины и Ланина перерастает в бурный роман, тщательно скрываемый и от мужа Марины Коли, и от тяжелобольной жены Ланина Любы. Марина впервые осознаёт, что она способна любить, однако эта способность была заглушена неудачным супружеством. Тем не менее, её подруга Тишка, многодетная мать, просит её дать Коле последний шанс и попробовать сохранить семью.
После одной из ссор с Колей Марина с Тёплым едет на выходные в Калинов, где встречается с Голубевым. Тот рассказывает ей, что недавно случайно обнаружил в заброшенной усадьбе, где жили потомки местного поэта Алдашина, дневник женщины, жившей в начале XX века, и занимается его расшифровкой.
Постепенно в романе Марины и Ланина намечается кризис. На предложение Марины создать семью Ланин отвечает отказом: он не может оставить больную жену. Вскоре Марина и Ланин почти перестают общаться, хотя сближения с Колей у Марины так и не происходит. В начале лета она по предложению подруги Алёны едет в Испанию, где работает няней в русской семье. Это путешествие помогает ей отвлечься от всего и почувствовать себя свободной. В свою очередь Коля, увлекающийся кайтингом, во время поездки с друзьями во Вьетнам имеет длительную беседу со стариком-буддистом, который помогает ему обрести душевный покой. Летом умирает жена Ланина.
В Калинове сгорает краеведческий музей Голубева. Благодаря случайной находке фотографии он понимает, что его отцом (расстрелянным в год его рождения) был внук поэта Алдашина, а найденный им дневник женщины — это дневник его бабушки.
Вернувшись в Москву, Марина узнаёт, что у неё будет ребёнок. Она не разрывает отношения с Колей, как планировала, и вспоминает слова Голубева о том, что самое важное — это традиционный уклад, и если он утрачен, его надо создавать. У Марины рождается дочь.

## Автор о романе
Майя Кучерская работала над романом 7 лет. Изначально произведение задумывалось как «повесть о пошлости», однако со временем повесть превратилась в роман с более широкой проблематикой: о «паутине пошлости в отношениях, даже любовных», и не только об этом. Свой замысел и заглавие романа Майя Кучерская прокомментировала так:
Роман как раз о том, как прорваться от бесполой, зачучканной тёти с сумками к себе, своей женственности, своей красоте, замыслу о себе. Ведь на самом деле героиню зовут Марина. Это её настоящее имя, это формула её личности, до самого дна. Но драма героини в том, что она, как и многие, многие, как тысячи таких же русских тёть, не может прорваться к собственной сердцевине. Комплексует, ощущает себя тёткой с сумками, туповатой Матрёшей, а не свободной, раскованной, умной, чуткой Мариной.
Не сразу в романе появились и две сюжетные линии — одна, происходящая с героиней в наши дни, и другая, посвящённая жизни провинциальной семьи в конце XIX — начале XX века:
Сначала я хотела написать семейную сагу, о жизни одной семьи на рубеже 19—20 веков… Но потом я поняла, что хотя лично мне необычайно интересно, как люди тогда жили, о чём они говорили, что читали, о чём думали священники, приказчики, институтки, гимназисты, одного моего интереса к теме — мало, и осолить эту историю вымышленной мной исчезнувшей семьи может лишь история семьи современной. Иначе получится Борис Акунин. И появилась современная линия — и она стала главной. Моя героиня, читая старые письма и воспоминания, случайно становится свидетельницей прошедшей жизни. Эта другая жизнь является ей в кризисный для неё момент, и она смотрит туда с надеждой, ищет в ней ответ. Но ответа не находит.
После «Современного патерика» и «Бога дождя», в которых центральное место занимает тема Православия, Кучерская не хотела писать о Церкви в новом романе. Тем не менее, эту тему полностью обойти не удалось: одни из героев «дореволюционной» линии оказался провинциальный священник, а подруга Марины Тишка обсуждает с ней кризис в её семье с позиции верующего человека.
Отвечая на вопросы критиков о сходстве сюжета романа с «Анной Карениной» Толстого, автор согласилась с тем, «учитывает толстовский опыт», отметив, что обожает «Анну Каренину» и считает её одним «из самых совершенных — архитектурно и по заложенной в него многозначности, глубине смысла — романов в мировой литературе». Кучерская также отметила, что между романом Александра Архангельского «Музей революции» и «Тётей Мотей» имеются пересечения, хотя произведения создавались совершенно независимо.

## Критика
Критика разошлась в оценках романа Кучерской. Так, Наталья Кочеткова полагает, что

Майе Кучерской удивительным образом удалось прописать в этом романе всё — и любовный треугольник, и «мысль семейную». Деликатнейше поговорить о вере в Бога и таинстве брака. Наконец, вплести в повествование историческую сюжетную линию. Отличный, сложный, красивый роман без единого провисания.

Высоко оценила роман и Галина Юзефович:

…то, что у другого автора послужило бы сюжетом для банальной мыльной оперы, у Кучерской становится основой для жёсткой экзистенциальной драмы о духовном перерождении и неизбежном возврате к вековым устоям. А преувеличенная ясность и бесстрашие её взгляда заставляют откликаться на «Тетю Мотю» не головой даже, а диафрагмой: да, всё так, всё правда.

Аналогично, Вера Копылова охарактеризовала «Тётю Мотю» как «блестяще написанный и совершенно не женский роман про женщину с филологической душой, противопоставленную простому сисадмину, „чёткому пацану“, каких у нас миллиарды».
Литературоведческая работа Е. Р. Варакиной, посвящённая роману, рассматривает его как художественное исследование философии семьи, «мысли семейной» с обретением высшей ценности в финале — любви. По мнению автора, героиня обретает «ту любовь, которую она не могла найти ни в себе, ни в муже, ни в любовнике, ту любовь, которую из последних сил пытался дать им с Колей Тёмка, „прикрывая“ собой их брак». Исследовательница проводит сравнение романа Кучерской с его «главным тематическим прототекстом» — «Анной Карениной» Льва Толстого, отмечая, что героиня Кучерской в сходной ситуации выбирает не страсть, а семью.
По мнению Елены Дьяковой, Кучерская написала «роман об очень смелой женщине» («Книга Кучерской смела трезвым смирением её героини»), потому что «решение, принятое ею, требует мужества. Жить, терпеть и любить, не убегать из дома — вообще занятие для самых смелых». Татьяна Соловьёва сравнивает Тётю Мотю с нашумевшим романом, вышедшим на год раньше, «Женщины Лазаря» Марины Степновой — обе книги «утверждают примат семейного уюта и частной жизни над всем остальным, включая талант, призвание, жизнь для других», и в этом смысле можно говорить о появлении в России «нового семейного романа». Критик также отмечает христианские символы и параллели в романе, к которым относит, в частности, образ Неопалимой Купины, а также рождение в финале девочки от двух отцов, которое можно рассматривать как «своеобразную инверсию непорочного зачатия, метафизически упомянутого в начале романа».
Напротив, Анна Наринская, относя роман к «вроде бы интеллигентным и занимательным произведениям», сетует на банальность идей, которые писательница излагает «с честной жеманностью хорошей женщины, <…> с полной уверенностью, что её взгляд на любовно-семейную драму — он же такой неординарный». Георгий Семикин охарактеризовал жанр романа как «по-своему новый в свете постоянных сегодняшних наездов на интеллигенцию. Жанр этот можно определить как „роман безответственности“»; по его мнению, основные герои произведения — «безответственные, всюду ищущие только самовыражения, декадансные не ко времени».
Критик Виктор Топоров, реагируя на журнальный вариант романа, назвал рассуждения Тёти Моти о красоте русского стиля и слога «столь же корявыми или, в лучшем случае, стилистически тусклыми, как и весь роман», охарактеризовав книгу как «дамское рукоделье» и сделав вывод о том, что в журнале роман был опубликован отнюдь не вследствие литературных достоинств. Сравнивая роман Кучерской с романом Владимира Губайловского «Учитель цинизма», опубликованном в то же время в «Новом мире», Топоров делает вывод о том, что «Тётя Мотя» — это не роман, а «слегка преображённое в надлежащую сторону творческой фантазией автометаописание служивой дамочки средних лет».

## Награды и номинации
- 2013 — Первое место в читательском голосовании премии «Большая книга» (голосование проходило в сети Фейсбук)[13][14]
- 2013 — Короткий список премии «Большая книга»[15]
- 2013 — Короткий список премии «Ясная Поляна»[16]
- 2013 — Длинный список премии «Русский Букер»[17]
- 2013 — Длинный список премии «Нацбест»[18]